# Vidzeme
Vidzeme (Exónimo: Vidlandia) es una de las seis regiones de Letonia. Se encuentra ubicada al noreste del país, junto a la frontera con Estonia. Su población a fecha de 1 de enero de 2018 era de 188 494 habitantes y sus municipios y ciudades (c) son los siguientes:
- Alūksne 14,472
- Amata 5,003
- Ape 3,345
- Beverīna 3,006
- Burtnieki 7,584
- Cēsis 16,489
- Cesvaine 2,422
- Ērgļi 2,747
- Gulbene 20,431
- Jaunpiebalga 2,086
- Kocēni 5,912
- Līgatne 3,262
- Lubāna 2,287
- Madona 22,604
- Mazsalaca 2,990
- Naukšēni 1,731
- Pārgauja 3,666
- Priekuļi 7,719
- Rauna 3,096
- Rūjiena 4,992
- Smiltene 12,082
- Strenči 2,945
- Valka 7,813
- Valmiera 23,063 (c)
- Varakļāni 3,132
- Vecpiebalga 3,615[1]